# Деркачівська сільська рада
Деркачі́вська сільська́ ра́да — колишній орган місцевого самоврядування в Недригайлівському районі Сумської області. Адміністративний центр — село Деркачівка.

## Загальні відомості
- Населення ради: 798 осіб (станом на 2001 рік)

## Населені пункти
Сільській раді були підпорядковані населені пункти:
- с. Деркачівка
- с. Городище

## Склад ради
Рада складалася з 14 депутатів та голови.
- Голова ради: Дяченко Юрій Васильович
- Секретар ради: Дігтяренко Зоя Іванівна

### Керівний склад попередніх скликань
| Прізвище, ім'я, по батькові | Основні відомості                                                 | Дата обрання | Дата звільнення |
| --------------------------- | ----------------------------------------------------------------- | ------------ | --------------- |
| Дяченко Юрій Васильович     | Сільський голова, 1978 року народження, освіта вища, безпартійний | 26.03.2006   | 31.10.2010      |
| Дяченко Юрій Васильович     | Сільський голова, 1978 року народження, освіта вища, безпартійний | 31.10.2010   |                 |

Примітка: таблиця складена за даними сайту Верховної Ради України